# David de Tezanos Pinto
David de Tezanos Pinto Grimwood (Valparaíso, Chile, 10 de junio de 1849-Buenos Aires, Argentina, 6 de enero de 1934) fue un abogado chileno que se desempeñó como catedrático universitario y funcionario público en Buenos Aires, participando en la fundación del Colegio de Abogados y de la Facultad de Ciencias Económicas.
Luego de formarse en Valparaíso y en el Colegio Nacional de Concepción del Uruguay se radicó en Buenos Aires, donde se recibió como abogado y Doctor en Jurisprudencia. Fue profesor de Derecho Canónico y de Derecho Civil en la Universidad de Buenos Aires, primer decano de su Facultad de Ciencias Económicas, y presidente del Colegio de Abogados de la Ciudad de Buenos Aires.

## Familia y primeros años
David de Tezanos Pinto nació el 10 de junio de 1849 en la ciudad de Valparaíso, Chile. Con poco menos de un mes fue bautizado allí el 6 de julio de 1849. Fue el séptimo hijo de José Manuel de Tezanos Pinto y Carolina Grimwood Allende, quienes habían contraído matrimonio en la Iglesia del Asilo del Salvador de Valparaíso el 24 de agosto de 1839.

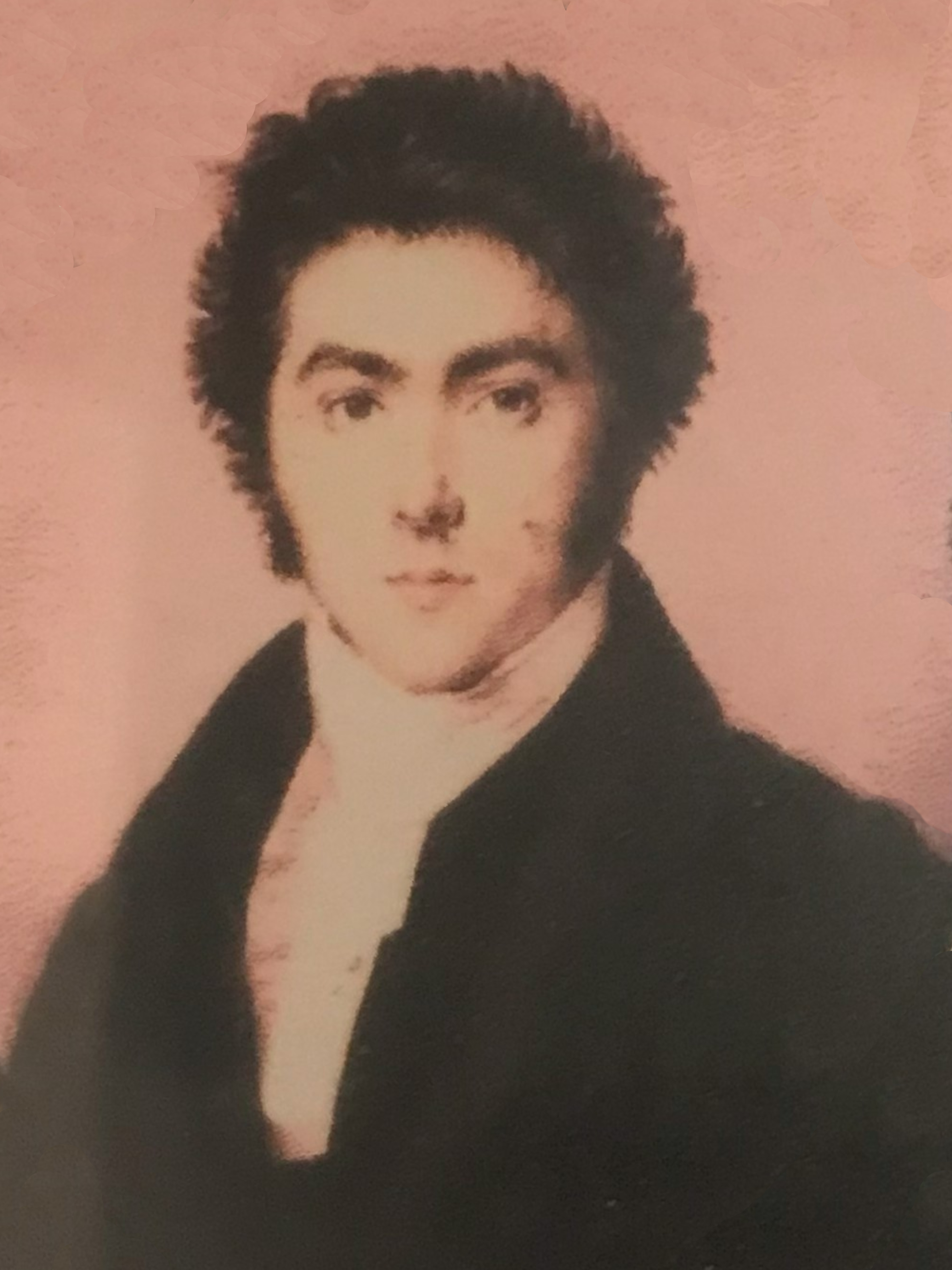
José Manuel de Tezanos Pinto, padre de David.

Su padre, nacido en San Salvador de Jujuy, había ejercido cargos políticos en el cabildo de su ciudad natal, participado en combates durante la Guerra de la Independencia a las órdenes de Martín Miguel de Güemes, y participado de la sanción de la Constitución argentina de 1826. Con la disolución de la Liga Unitaria en 1831 José Manuel se exilia en Valparaíso, donde formó su familia y vivió el resto de su vida. Algunos de sus hijos permanecerían allí, mientras otros, entre ellos David, se radicaron en Argentina.
Manuel de Tezanos Pinto era a su vez hijo del comerciante y funcionario cántabro Manuel Joaquín de Tezanos Pinto y de la jujeña María Josefa Martina Sánchez de Bustamante. A través del primero pertenecía a la familia Pinto, cuyos miembros ocuparon papeles relevantes en la vida política y económica de Argentina, Chile, Bolivia y Perú, y a través de la segunda descendía del comerciante Manuel Sánchez de Bustamante, del beato Pedro Ortiz de Zárate, y del conquistador Francisco de Argañaraz.
Su madre, Carolina Grimwood Allende, era hija del comerciante inglés John Raymond Desse Grimwood, sucesor a un importante mayorazgo en Kensington; y de Gertrudis Allende de la Barrera, descendiente de la familia Allende de Chile y de algunos de los primeros conquistadores de ese país. A su vez era hermana de Carolina Grimwood Allende, que se desempeñó como primera dama boliviana al asumir la presidencia Adolfo Ballivián, su marido.

## Educación
David de Tezanos Pinto comenzó su formación escolar asistiendo al Colegio Inglés de Valparaíso, donde siguió estudios de Humanidades. Continuó sus estudios posteriormente en el recientemente creado Liceo de Valparaíso.
En 1866 se incorporó al Colegio Nacional de Concepción del Uruguay, que había sido creado algunos años atrás por el presidente Justo José de Urquiza, para ser el lugar de formación de la futura clase dirigente argentina. Fueron en los mismos años alumnos de dicha institución, entre otros, el escritor Martín Coronado y el gobernador Miguel M. Nougués. También asistió al Colegio del Uruguay su hermano Jacobo de Tezanos Pinto.
El 28 de febrero de 1868 Tezanos Pinto se incorporó a la Universidad de Buenos Aires, para cursar la carrera de Abogacía que impartía su Facultad de Derecho y Ciencias Sociales. Se recibió de Doctor en Jurisprudencia cinco años más tarde, en 1872, presentando una tesis de setenta y siete páginas titulada De los hijos naturales, una de las más exhaustivas en analizar la sucesión de padres a hijos ilegítimos en su época, abordando distintos aspectos relativos a la cuestión. Dicho trabajo fue elogiado por sus profesores José María Moreno y Enrique Cobo, recibiendo de ellos y de los demás integrantes de la mesa examinadora altas calificaciones.

## Trayectoria académica
Recibido de Doctor en Jurisprudencia, David de Tezanos Pinto fue nombrado agente fiscal de un juzgado de Buenos Aires. Para asumir la función se le exigió renunciar a la nacionalidad chilena y optar por la argentina. Tezanos Pinto consideró inaceptable esa condición, por lo que rehusó el cargo y se dedicó, desde entonces, a la enseñanza académica del Derecho y al ejercicio de su profesión de forma privada.
En 1876 se inició como profesor en la cátedra de Derecho Canónico de la Universidad de Buenos Aires, por fallecimiento de su anterior titular Juan Carlos Álvarez, el 5 de julio de 1875, manteniéndose al frente de la misma hasta su supresión. Por esa razón fue conocido como el último canonista que profesó la facultad. Poco tiempo después del fallecimiento del Dr. José María Moreno, el 22 de marzo de 1882, Tezanos Pinto asumió en su reemplazo como profesor interino de Derecho Civil de la Facultad de Derecho, que era considerada la materia más importante del programa de estudios.
El Dr. David de Tezanos Pinto al momento de asumir la titularidad de la cátedra de Derecho Civil de la Universidad de Buenos Aires no era considerado digno de suceder al Dr. José María Moreno por varios de sus alumnos. Sin embargo, no pasaría mucho tiempo hasta que cambiaran de opinión:

En breve tiempo el nuevo profesor demostró su perfecto conocimiento del Derecho civil y su eficacia para enseñarlo, muy superior a la de Moreno, que acostumbraba concurrir con mucha irregularidad a dar sus conferencias.
Tezanos era infaltable, y se limitaba a explicar luminosamente los artículos del Código, y respondía a las preguntas de los alumnos sin tomar aire de maestro. Cerraba los ojos a las faltas a clase y a las burlas solapadas de algunos recalcitrantes, y nada le hacía cambiar su exquisita cortesía para todos.

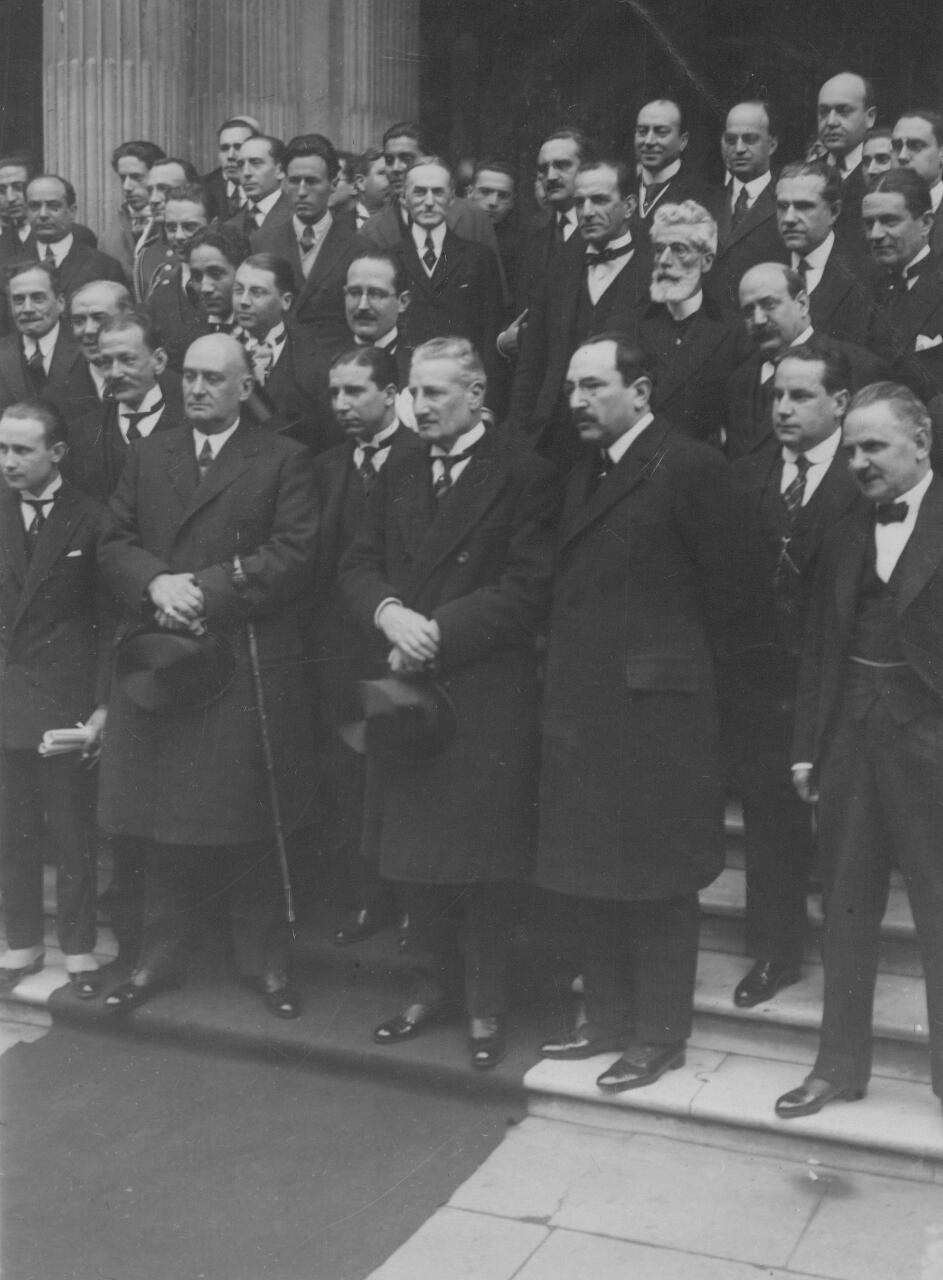
Colación de grado de la Facultad de Derecho, con Marcelo T. de Alvear y David de Tezanos Pinto presentes.

Al fallecer en 1891 el Dr. Gerónimo Cortés, abogado tucumano que integraba el claustro de la Facultad de Derecho y Ciencias Sociales de la Universidad de Buenos Aires, el Dr. David de Tezanos Pinto fue nombrado profesor titular de ella. En los años que se desempeñó como profesor de Derecho Canónico y Civil formó a abogados que se destacarían en el ejercicio de su profesión y en la función pública, entre ellos el ministro Ezequiel Ramos Mexía y el también ministro Juan Agustín García, quien se refería a Tezanos Pinto como mi respetado maestro.
Además de desempeñarse como profesor, David de Tezanos Pinto también ocupó cargos directivos en la Facultad de Derecho de la Universidad de Buenos Aires. Fue nombrado académico, consejero, y delegado de la Facultad ante el Consejo Superior Universitario. Integró asimismo numerosas mesas examinadoras en las que se evaluaban las tesis del Doctorado en Jurisprudencia de alumnos de la facultad. Entre otras, intervino en el examen de las tesis de Octavio Bunge, Marcelo T. de Alvear, y Alfredo Palacios. También lo recordaba Manuel A. Montes de Oca como el maestro distinguido de varias generaciones de estudiantes, que hemos aprendido en el aula a apreciarlo y respetarlo.
Después de más de cincuenta años asistiendo a las aulas de la Facultad de Derecho de la Universidad de Buenos Aires, primeramente como alumno y luego como profesor y directivo, David de Tezanos Pinto se retiró de la vida académica al presentar su renuncia como delegado de la Facultad de Derecho y Ciencia Sociales el 6 de diciembre de 1919.

### Fundador y primer decano de la Facultad de Ciencias Económicas
En 1912 el Dr. Eufemio Uballes, rector de la Universidad de Buenos Aires, encomendó a David de Tezanos Pinto y a Ernesto Weigel Muñoz la organización de la nueva Facultad de Ciencias Económicas de la mencionada universidad. Después de un año trabajando para su establecimiento, el 9 de octubre de 1913 fue promulgada la Ley Nacional 9.524, fundando la Facultad.

El 19 de noviembre de 1913, poco más de un mes después de promulgada la Ley 9.524, el Consejo Superior de la Universidad de Buenos Aires sancionó la Ordenanza nombrando decano y consejeros para la facultad de Ciencias Económicas, cuyo artículo 1° establecía:
Art. 1° - Nómbrase decano de la Facultad de ciencias económicas al doctor David de Tezanos Pinto; miembros del Consejo directivo de la misma a los señores doctores David de Tezanos Pinto, Pedro Olaechea Alcorta, Federico Pinedo, Manuel B. Gonnet, Gustavo Frederking, Carlos Rodríguez Etchart, Hugo Broggi, Manuel M. de Iriondo, Damián M. Torino, Ernesto Weigel Muñoz, señor Sergio M. Piñero, doctores José León Suárez, José Bianco, ingenieros Domingo Noceti, Orfilio Casariego.
Así el Dr. David de Tezanos Pinto fue designado primer decano de la Facultad de Ciencias Económicas de la Universidad de Buenos Aires, con mandato, según el artículo 2° de la mencionada ordenanza, por el término fijado en los estatutos a contar del 1° de marzo de 1914, fecha en la cual conforme a la Ley 9.524 comenzaba el funcionamiento de la Facultad.
Sin embargo, el día 1 de marzo de 1914 a pesar de reconocerse a David de Tezanos Pinto como decano titular, no fue posible la constitución del consejo de la Facultad de Ciencias Económicas con él en el ejercicio del decanato, por no satisfacer el Dr. Tezanos Pinto el requisito de ser ciudadano argentino, exigido por el estatuto de la Universidad de Buenos Aires en su Capítulo VI "del Decano", artículo 33. El rector Eufemio Uballes convocó entonces el 3 de marzo a los consejeros de la Facultad a una sesión especial, en la que se decidió elegir a Carlos Rodríguez Etchart como vicedecano provisional de la Facultad de Ciencias Económicas. Las nuevas autoridades tomaron posesión de los bienes y archivos del ex Instituto Superior de Estudios Comerciales dos días más tarde, el 5 de marzo de 1914.
A pesar del interinato de Rodríguez Etchart, el Dr. David de Tezanos Pinto continuó siendo el decano titular de la Facultad, a la espera de la regularización de su situación. Así el 21 de marzo de 1914 el ministerio de Instrucción Pública de la Nación objetó mediante una nota el nombramiento al decanato. Manifestó el gobierno argentino que aunque reconoce la acertada designación del doctor Tezanos Pinto, tiene un impedimento legal que solamente podría salvarse modificando los términos del artículo 33 de los estatutos. Como respuesta, el Consejo Superior de la Universidad de Buenos Aires en sesión del 1 de abril de 1914 decidió por unanimidad que resuelva la cuestión la Facultad de Ciencias Económicas, con las atribuciones que le acuerda el estatuto universitario.
Tezanos Pinto fue decano titular de la Facultad de Ciencias Económicas, sin perjuicio de ser ejercidas las funciones propias del cargo por el vicedecano interino Carlos Rodríguez Etchart, hasta tomar posesión del decanato éste último como su sucesor, el día 4 de julio de 1914. David de Tezanos Pinto posteriormente se desempeñaría como miembro del Consejo Directivo de la Facultad, desde el 1 de marzo de 1916 hasta el 1 de marzo de 1918.

## Actuación pública
El Dr. David de Tezanos Pinto tuvo incidencia en la vida pública de la ciudad de Buenos Aires en las últimas décadas del siglo XIX y en las primeras del siglo XX. Actuó tanto como abogado en el ejercicio de su profesión, como fundador e integrante de numerosas instituciones, y como legislador desde la función pública.

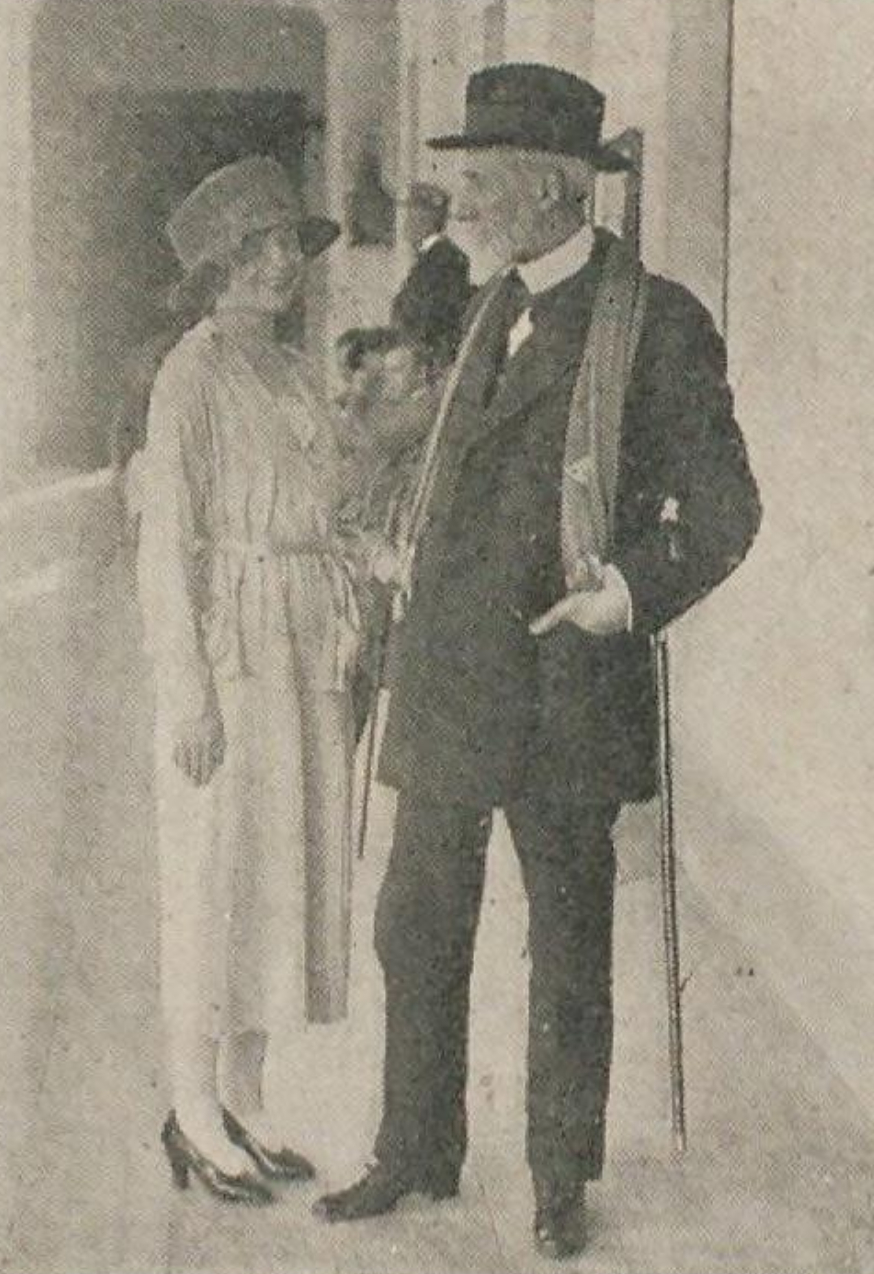
El Dr. Tezanos Pinto en su vejez, en Mar del Plata, 1920.

Desde su llegada a Buenos Aires en 1867 Tezanos Pinto se vinculó a diversas asociaciones vinculadas con las Ciencias Jurídica y Económica. Entre 1885 y 1887 se desempeñó como presidente del Centro Jurídico y de Ciencias Sociales porteño. Y el 7 de noviembre de 1914 mediante decreto fue elegido como uno de los primeros académicos de la Academia Nacional de Ciencias Económicas.
Ejerció la Abogacía de forma privada, siendo asesor letrado de varios clientes y presidente del Banco de Comercio, logrando así consolidar un importante patrimonio. Indicaba el Diccionario biográfico de Chile que los bienes de fortuna que posee, han sido adquiridos en el ejercicio de su profesión forense. En 1926 era mencionado como uno de los abogados de mayor edad aún vivos egresados en la Universidad de Buenos Aires, junto con los Dres. Juan Antonio Areco, José María Rosa, y Antonio V. Obligado.
Tezanos Pinto también se vinculó a dos presidentes argentinos que como su padre se habían exiliado en Valparaíso por su filiación unitaria: Domingo F. Sarmiento y Bartolomé Mitre. Al llegar desde Paraguay el 21 de septiembre de 1888 los restos de Sarmiento a Buenos Aires, David de Tezanos Pinto dirigió a veinte mil niños, que arrojaron flores al paso del féretro, en homenaje al presidente. Y con motivo del centenario del nacimiento de Mitre en 1921 se realizó una celebración en Buenos Aires, siendo elegido  Tezanos Pinto para representar a la Universidad de Chile por designación de su Consejo Directivo, presidida por Domingo Amunátegui.
Entre otras instituciones, el Dr. David de Tezanos Pinto también fue de los primeros socios del Jockey Club de Buenos Aires, socio de la Sociedad Rural Argentina fundada por su suegro Eustaquio Torres Agüero, fundador del Instituto Popular de Conferencias, miembro de la Academia de Jurisprudencia y Legislación, de la Sociedad de Derecho Internacional de Londres, del Centro Chileno de Buenos Aires, académico honorario de la Real Academia de Jurisprudencia y Legislación de Madrid, miembro del consejo directivo del Instituto de Altos Estudios de Comercio, etcétera.

### Fundación del Colegio de Abogados

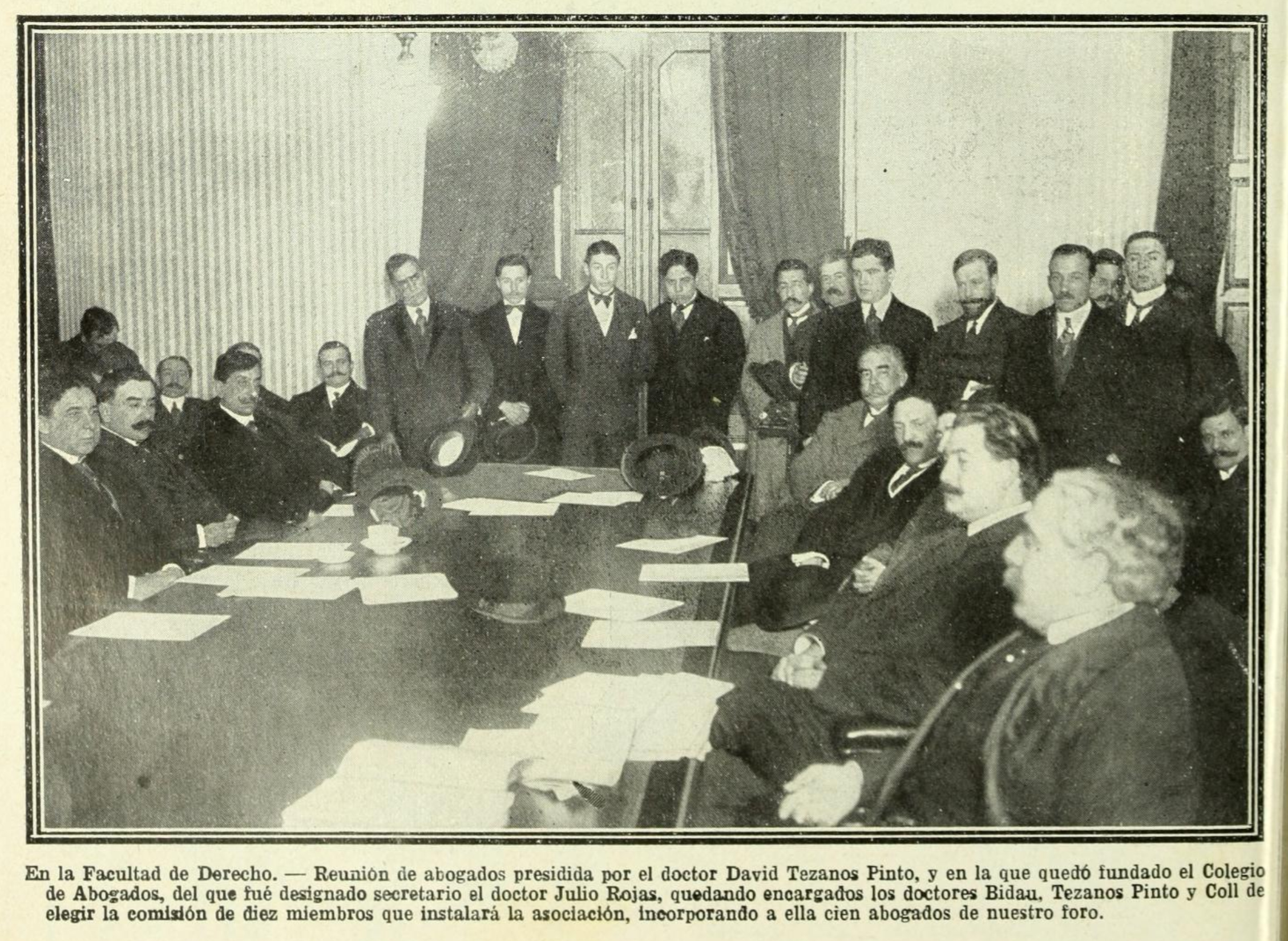
Fundación del Colegio de Abogados de Buenos Aires, en reunión presidida por Tezanos Pinto.

El 29 de julio de 1913, en la entonces sede de la Facultad de Derecho de la Universidad de Buenos Aires, en una reunión presidida por David de Tezanos Pinto, se decidió la fundación del Colegio de Abogados de la Ciudad de Buenos Aires, suscribiendo el acta de fundación 132 letrados.En su rol de directivo del recién creado Colegio, y secundado por los Dres. Carlos M. Coll y Eduardo L. Bidau, Tezanos Pinto designa a Norberto Piñero, Manuel Moyano, Adolfo Horma, Joaquín M. Cullen, Diego Saavedra, Ricardo C. Aldao y Federico Pinedo para que lo acompañaran.
El 15 de diciembre de ese año se distribuyen los cargos del primer Directorio, que asume el 31 de diciembre del 1913 con la presidencia encomendada a Norberto Piñero. Pocos meses más tarde, el 25 de abril de 1914, el Colegio de Abogados obtendría su personería jurídica. Al cesar en su cargo Piñero, David de Tezanos Pinto fue elegido para desempeñarse como presidente del Colegio por el período 1916-1917, función en la que posteriormente lo reemplazaría Pedro Olaechea y Alcorta.

### Actividad política
David de Tezanos Pinto tuvo numerosos ofrecimientos para ocupar cargos públicos de relevancia durante su vida. Sin embargo, su negativa a renunciar a la ciudadanía chilena y optar por la argentina impidió que pueda asumir en varios de ellos. No obstante ello Tezanos Pinto desempeñó funciones tanto en el Consejo Nacional de Educación como en la Comisión Municipal de la Ciudad de Buenos Aires. A ello se limitó su actividad política, la cual él consideraba incompatible con la investigación y en la enseñanza del Derecho
Durante doce años fue titular de una vocalía en el Consejo Nacional de Educación Argentino, contribuyendo desde allí a la instrucción pública de los niños de su país de adopción. Asimismo, en 1893 presidió el Consejo Escolar del 3er Distrito, correspondiente a la zona de Catedral al sur de la Ciudad de Buenos Aires. Integró el consejo por seis años hasta el 29 de diciembre de 1898, día en el que se aceptó su renuncia, agradeciéndole sus largos y muy importantes servicios a la educación común.

#### Consejo Municipal
En 1885 el presidente Julio Argentino Roca, invocando presuntas anomalías en la confección de los padrones electorales, disolvió el Consejo Deliberante de la ciudad de Buenos Aires, reemplazándolo en sus funciones por una Comisión Municipal, que sería desde entonces el órgano legislativo de mayor jerarquía a nivel local. El 19 de diciembre de 1904 Manuel Quintana renovó la composición de la Comisión Municipal de la Capital, nombrando a David de Tezanos Pinto para desempeñarse como comisionado, a partir del 1 de enero de 1905.
Durante los siguientes tres años intervino desde su rol de consejero municipal en la sanción de legislación y reglamentación local, especialmente a partir de su trabajo en las comisiones internas de Interpretación y de Obras Públicas y Seguridad. Sin embargo, el 29 de julio de 1907 el Congreso de la Nación sancionó la Ley 5.098 Orgánica de la Municipalidad de la Capital disolviendo al Consejo Municipal y devolviendo las funciones legislativas locales al Concejo Deliberante porteño. El cargo público de Tezanos Pinto, al igual que el de los demás consejeros municipales, cesó entonces al comenzar a sesionar el órgano legislativo restablecido.

## Fallecimiento

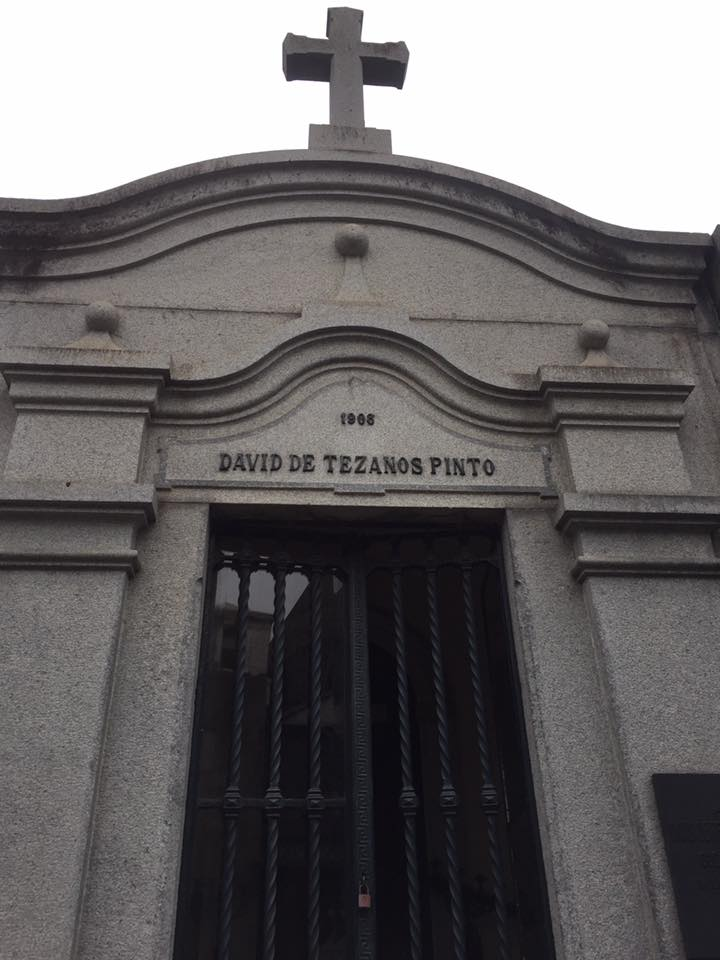
Boveda de Tezanos Pinto en el Cementerio de la Recoleta

David de Tezanos Pinto murió el 6 de enero de 1934 en la Ciudad de Buenos Aires, a sus ochenta y cuatro años. En su sepelio realizado en el Cementerio de la Recoleta brindó unas palabras alusivas Clodomiro Zavalía, en nombre de la Universidad de Buenos Aires y de la Academia y de la Facultad de Derecho, el embajador Luis Alberto Cariola en representación del gobierno de Chile, Emilio Reviriego en nombre del Colegio de Abogados, y el Dr. Rodolfo Rivarola representando a los abogados contemporáneos a Tezanos Pinto.
Fue enterrado en una bóveda del Cementerio de la Recoleta que lleva su nombre. Tiempo después de su muerte el Dr. César de Tezanos Pinto, hijo de David, donó un retrato al óleo de su padre a la Universidad de Buenos Aires, en nombre de sus herederos, que desde entonces integra su colección.

## Matrimonio y descendencia
El 10 de marzo de 1877 David de Tezanos Pinto contraía matrimonio en la Iglesia de San Ignacio de Buenos Aires con Corina Vicenta Torres Agüero y Fernández de Agüero. La novia, nacida el 4 de abril de 1848 en Buenos Aires, era hija del Dr. Eustaquio Torres Agüero, relevante abogado, juez y legislador, y de su prima hermana Juana Fernández de Agüero. Perteneciente a una de las familias más tradicionales de la sociedad porteña, era a su vez era sobrina de los juristas Lorenzo Torres y Julián Segundo de Agüero.

La familia Tezanos Pinto Torres Agüero residió toda su vida en la ciudad de Buenos Aires, alternando su estadía con temporadas en La Golondrina, la estancia que poseían en la actual localidad de Mechongué, provincia de Buenos Aires. El matrimonio duró cuarenta y cinco años, hasta morir Corina Torres Agüero el 9 de mayo de 1922, sobreviviéndola su marido doce años.

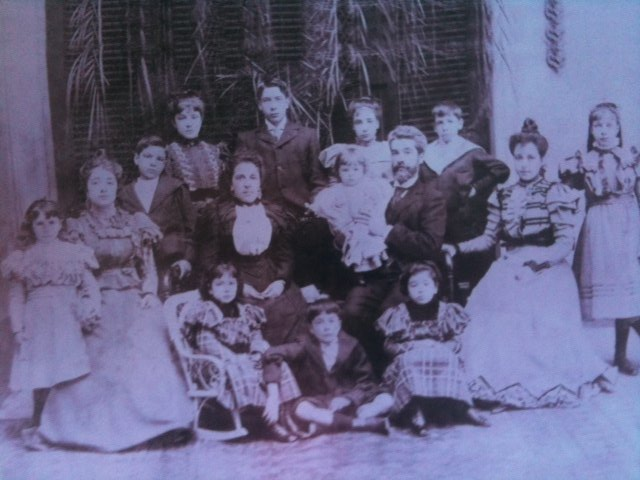
Familia Tezanos Pinto Torres Agüero, 1897.

David de Tezanos Pinto y Corina Torres Agüero fueron padres de:
1. Carolina de Tezanos Pinto, casada con el abogado Domingo Cichero Pigretti.
2. Corina de Tezanos Pinto, casada con el médico Enrique Foster Ponsati.
3. David de Tezanos Pinto, abogado, directivo del Jockey Club, soltero.
4. Raquel de Tezanos Pinto, casada con el hacendado Isaac Areco Fernández Ramos.
5. Juana de Tezanos Pinto, soltera.
6. César de Tezanos Pinto, abogado y juez, casado con Cristina Méndez Terrero
7. Mario de Tezanos Pinto, abogado, casado con Teresa Ayerza Arning.
8. Ricardo de Tezanos Pinto, soltero.
9. Susana de Tezanos Pinto, soltera.
10. Sara de Tezanos Pinto, soltera.
11. Leonor de Tezanos Pinto, soltera.
12. Graciela de Tezanos Pinto, soltera.

Descienden de David de Tezanos Pinto, entre otras, las familias Cichero de Tezanos Pinto, Cichero Obarrio, Frías Cichero, Foster de Tezanos Pinto, Areco de Tezanos Pinto, Tezanos Pinto Méndez Terrero, Sáenz Rozas de Tezanos Pinto, Sáenz Rozas Paz Anchorena, Tezanos Pinto Sastre Estrugamou, Tezanos Pinto Ayerza, Tezanos Pinto Pereyra Iraola, y Cahen d'Anvers Tezanos Pinto. Entre sus descendientes se encuentran la diseñadora Paula Cahen d'Anvers, el juez Néstor Cichero, y la esposa del constituyente Norberto La Porta.

## Publicaciones
El Dr. David de Tezanos Pinto fue autor de numerosos trabajos de investigación vinculados a las Ciencias Jurídicas, especialmente al Derecho Civil. Entre ellos se destacan los siguientes:
- De los hijos naturales, 1872, Buenos Aires: Imprenta de Pablo E. Coni.
- La educación en el 3er. Distrito Escolar, 1889, Buenos Aires.
- Sobre falsificación de cheque, 1896, Buenos Aires: Coni.
- Cuestiones internacionales: Una reclamación de Guatemala a España por infidelidades en la custodia de una herencia, 1924, Guatemala: Sánchez & de Guise.

Asimismo, entre la bibliografía que rescata la vida de David de Tezanos Pinto se encuentran las siguientes obras:
- Figueroa, Pedro P., Tezanos Pinto (David de). En: Diccionario biográfico de Chile, Tomo III, 1901, Santiago de Chile: Barcelona.
- Tezanos Pinto, David. En: Hombres del día, el diccionario biográfico argentino, 1917, Buenos Aires: Sociedad Inteligencia Sud Americana.

- Ordenanza sobre homenaje al doctor David de Tezanos Pinto. En: Revista de la Universidad de Buenos Aires, Tomo XLVII, 1921, Buenos Aires. Página 478.
- Guaglianone, Aquiles H., David de Tezanos Pinto. En: Primeros académicos de derecho, 1925, Buenos Aires.
- Lamadrid, Esteban, El Dr. David de Tezanos Pinto (homenaje a su memoria), 1942, Buenos Aires: Talleres gráficos "Gadola".
- Thomsen-Hall, Ricardo F., David de Tezanos Pinto. En: Diccionario biográfico de profesores, consejeros y decanos de la Facultad de Ciencias Económicas, Tomo II, 1986, Buenos Aires: Universidad de Buenos Aires.